# V. León bizánci császár

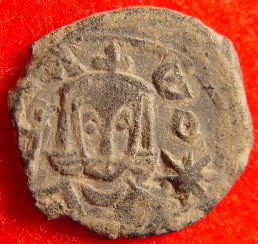
Pénzérme V. Leó idejéből

V. León (görögül: Λέων Ε΄, (Ostikanate of Arminiya, 775 – Konstantinápoly, 820. december 29.), uralkodott 813. július 11. – 820. december 25.)  a Bizánci Birodalom császára, I. Mikhaél hadvezére és hatalmának megdöntője volt. Uralkodásának legjelentősebb eseménye a képrombolás felújítása volt, ami miatt végül meggyilkolták.

## Egy beteljesült jóslat
Az örmény León már 803-ban is részt vett az I. Niképhorosz ellen lázadó Bardanész mozgalmában, amikor állítólag egy öregember megjósolta felettese kudarcát, illetve azt, hogy jómaga és tiszttársa, Amorioni Mikhaél majd el fogják érni azt, amit Bardanész nem. A jóslat később beigazolódott, ugyanis a 813-as verszinikiai csata során nagyrészt az ő anatóliai csapatainak megfutamodásának volt köszönhető a bizánciak veresége, amely megingatta I. Mikhaél pozícióját. Július 11-én León letette a trónról és száműzte Mikhaélt.
León Niképhorosz és Mikhaél alatt tüntette ki magát, mint tábornok, megnyerve ez utóbbinak a 812-es, arabok ellen vívott háborút. 813-ban átvezényelték a bolgár frontra, ahol a katonák elégedetlenségét kihasználva cserben hagyta császárát, fellázadt ellene, és letette trónjáról.

## A bolgár háborúk
Krum a verszinkiai csatát követően bevonult Hadrianopoliszba, majd Konstantinápoly alá érkezett. A falakon az addigi támadókhoz hasonlóan ő sem tudott áttörni, ezért béketárgyalásokat kezdett. Itt a fegyvertelen kánt majdnem tőrbe csalták León emberei, mire ő felprédáltatta a főváros vidékét, majd visszavonulva elhurcolta Hadrianopolisz és vidéke népességét. A császár csak kisebb győzelmet aratott Meszembriánál az év őszén, és 814-ben ismét megjelentek Krum seregei a Boszporusz partján. A város szerencséjére azonban április 13-án váratlanul meghalt. Rövid idővel ezután Omurtag bolgár kán, aki az északi terjeszkedés híve volt, harminc évre békét kötött Leónnal. Az a kivételes helyzet állt elő, hogy a Bizánci Birodalom mind nyugat, mind – a Bagdadi Kalifátus meggyengülésének köszönhetően – kelet felől békés állapotokat tartott fenn.

## A képrombolás
A beköszöntő békeidőszakot León vallási elképzelései megvalósításának szentelte. Jóannész Grammatikoszt bízta meg a képtisztelet elleni bizonyítékok összegyűjtésével egy zsinatra, ezzel azonban a különféle egyházi csoportok egységbe kovácsolását érte el. A Sztudita Szent Theodórosz fémjelezte zélóták és a Niképhorosz pátriárka vezette mérsékeltek egyaránt az uralkodó terveit ostorozták. A legfájóbb az volt számukra, hogy az uralkodó ilyen mértékben avatkozott a belügyeikbe.
León nem habozott ellentámadást indítani. Sztuditészt és híveit száműzette, Niképhoroszt pedig V. Kónsztantinosz egy rokonával, Theodotosz Melisszénosszal váltotta fel 815-ben, aki a Hagia Szophiában zsinatot hívott össze. Ez a 754-es ikonoklaszta „fejetlen” zsinat határozatai mellett foglalt állást, elvetve az Eiréné által 787-ben létrehívott második nikaiai zsinat (VII. egyetemes zsinat) határozatait. Kifejtették, hogy bár a képek nem bálványok, el kell őket pusztítani – ezzel lényegében üres, elméleti megalapozottság nélküli megmozdulássá vált a képrombolás felújítása.
A császár képtisztelők elleni kegyetlen intézkedései jelentős ellenzék kialakulását vonták maguk után, ráadásul a császár nem tudhatott maga mögött olyan nagy támogatást, mint annak idején III. León vagy V. Kónsztantinosz. Bár az összeesküvéstől rögeszmésen félt, és mindent megtett a saját védelmében, sorsát nem kerülhette el: egy barátja és hajdani harcostársa, Amorioni Mikhaél által vezetett összeesküvés felgöngyölítése és vezetőjének bebörtönzése után a császárt a Hagia Szophiában gyilkolták meg karácsony este.